# والی براگ
والی براگ (انگلیسی: Wally Bragg; ۸ ژوئیهٔ ۱۹۲۹ – ۶ مارس ۲۰۱۶) بازیکن فوتبال اهل بریتانیا بود.
از باشگاه‌هایی که در آن بازی کرده‌است می‌توان به باشگاه فوتبال برنتفورد اشاره کرد.